# مبادرة المستشفيات الصديقة للأطفال
مبادرة المستشفيات الصديقة للأطفال تعرف أيضًا هذه المبادرة بالمبادرة صديقة الطفل وهي برنامج عالمي تابع لمنظمة الصحة العالمية واليونسيف حيث افتُتِحَت عام 1991.بعد إعلان سياسات الرضاعة الطبيعية بواسطة مركز الأبحاث ايونشينتي في عام 1990.
 تُعد هذه المبادرة بمثابة مجهود عالمي لتحسين دور خدمات الأمومة لحث الأمهات على الرضاعة الطبيعية وهي أفضل بداية لحياة الطفل. تهدف المبادرة إلى تحسين العناية بالنساء الحوامل والأمهات والأطفال حديثي الولادة بتوفير الخدمات الصحية للأم لحماية وتعزيز ودعم الرضاعة الطبيعية وفق المدونة الدولية لتسويق بدائل حليب الأم.
تنصح اليونيسيف ومنظمة الصحة العالمية والعديد من وكالات الصحة المحلية بالرضاعة الطبيعية خاصة في الشهور الست الأُولى. وقد أثبتت الدراسات أن الأطفال الذين يرضعون طبيعيًّا قليلا ما يعانون من الأمراض الخطيرة كالالتهاب المعوي والربو والتهاب الجلد وإصابة الجهاز التنفسي والأذن. أما البالغون الذين رضعوا طبيعيًّا فهم الأقل تأثرًا وتطويرًا لعوامل الخطرالتي تؤدي لأمراض القلب كارتفاع ضغط الدم والسمنة. ويوجد أيضا العديد من المنافع للأم حيث تتعرض السيدات اللاتي لم يُرضِعن أبنائهم إلى أمراض القلب، والسكر، وارتفاع ضغط الدم ونسبة الكليسترول، والدوالي وسرطان الثدي وسرطان المبيض في المراحل المتقدمة في حياتهم.
تهدف هذه المبادرة لرفع عدد الأطفال الذين يرضعون طبيعيًّا حول العالم وذلك الهدف اعتبرته منظمة الصحة العالمية يساهم في تجنب موت مليون طفل سنويًّا وتقليل احتمالية الموت المبكر للعديد من الأمهات.